# Liste der Biografien/Zeu
Liste der Biografien |
Portal Biografien |
Personensuche
# |
A |
B |
C |
D |
E |
F |
G |
H |
I |
J |
K |
L |
M |
N |
O |
P |
Q |
R |
S |
T |
U |
V |
W |
X |
Y |
Z |
?
 
Za |
Zb |
Zc |
Zd |
Ze |
Zf |
Zg |
Zh |
Zi |
Zj |
Zk |
Zl |
Zm |
Zn |
Zo |
Zr |
Zs |
Zu |
Zv |
Zw |
Zy |
Zz
 
Zea |
Zeb |
Zec |
Zed |
Zee |
Zef |
Zeg |
Zeh |
Zei |
Zej |
Zek |
Zel |
Zem |
Zen |
Zeo |
Zep |
Zeq |
Zer |
Zes |
Zet |
Zeu |
Zev |
Zew |
Zey |
Zez
Die Liste der Biografien führt alle Personen auf, die in der deutschsprachigen Wikipedia einen Artikel haben. Dieses ist eine Teilliste mit 59 Einträgen von Personen, deren Namen mit den Buchstaben „Zeu“ beginnt.

## Zeu

### Zeuc
- Zeuch, Christa (* 1941), deutsche Kinder- und Jugendbuchautorin
- Zeuch, Ulrike (* 1963), deutsche Germanistin
- Zeuch, William E. (1867–1962), US-amerikanischer Organist

### Zeug
- Zeug, André (* 1956), deutscher Eisenbahnmanager
- Zeuge, Tyron (* 1992), deutscher Boxer
- Zeugheer, Leonhard (1812–1866), Schweizer Architekt
- Zeugin, Mark (1930–2003), Schweizer Grafiker, Unternehmer und Dozent
- Zeugin, Michael (* 1977), Schweizer Politiker (glp)

### Zeuk
- Zeuke, Ulrich (* 1949), deutscher Fußballspieler

### Zeul
- Zeul, Johanna (* 1981), deutsche Sängerin und Liedermacherin
- Zeulner, Emmi (* 1987), deutsche Politikerin (CSU), MdBEmmi Zeulner (* 1987)

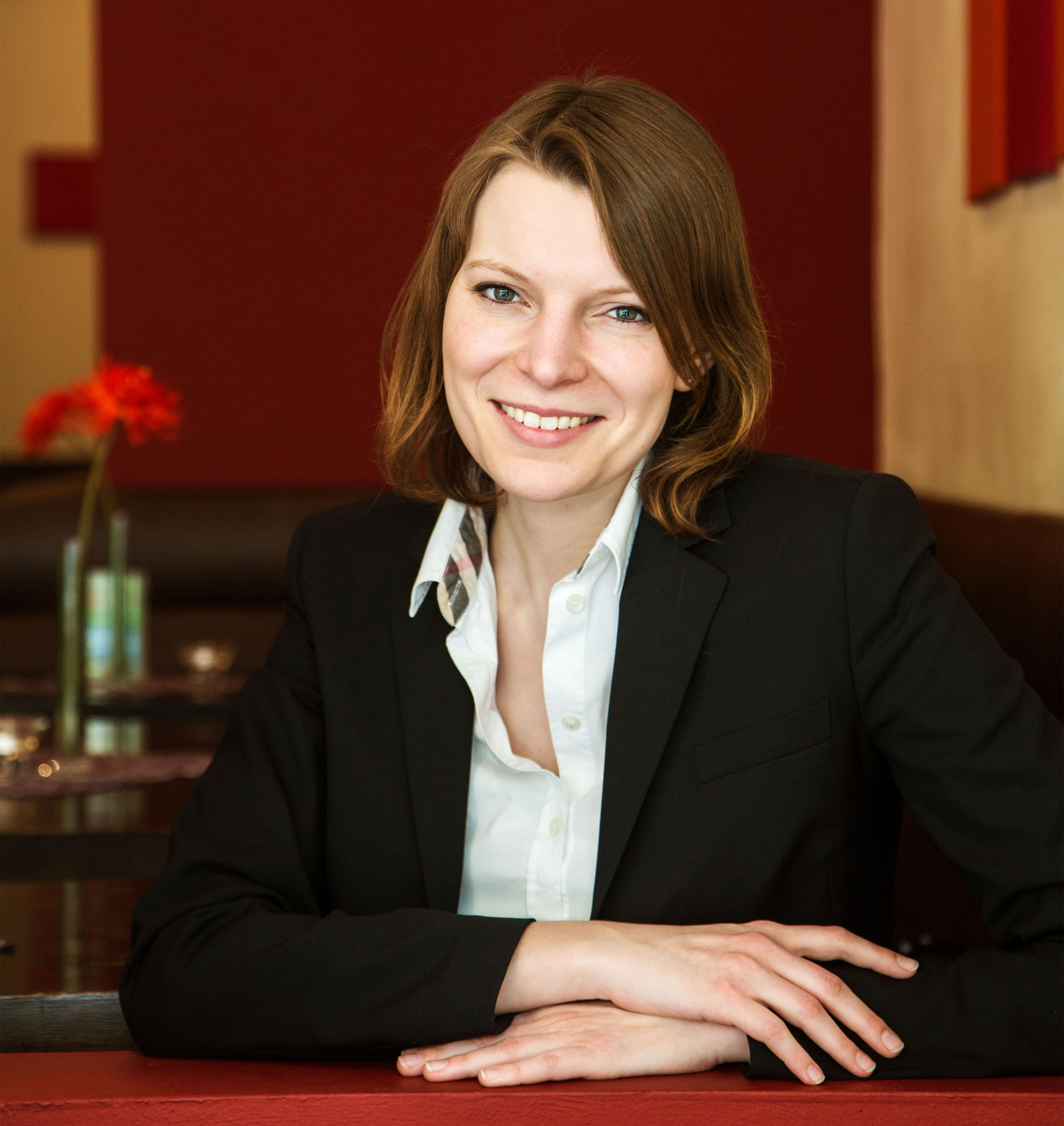
Emmi Zeulner (* 1987)

### Zeum
- Zeumer, Brigitta (1939–2015), deutsche Malerin und Objektkünstlerin
- Zeumer, Johann Christoph (1685–1747), sächsischer Hofrat, Canonicus und Stifts-Canzler
- Zeumer, Johann Friedrich (1717–1774), deutscher Hof- und Justizrat, Canonicus und Stifts-Canzler
- Zeumer, Karl (1849–1914), deutscher Historiker für Mittelalterliche Geschichte

### Zeun
- Zeune, Joachim (* 1952), deutscher Historiker und Burgenforscher
- Zeune, Johann August (1778–1853), deutscher Blindenlehrer, Pädagoge, Geograph, Germanist
- Zeune, Johann Conrad der Ältere (1764–1823), deutscher Kattunformschneider, Holzstecher und Zeichner
- Zeune, Johann Conrad der Jüngere (1800–1859), deutscher Holzstecher, Zeichner und Illustrator
- Zeune, Johann Karl (1736–1788), deutscher Philologe
- Zeuner, Albrecht (1924–2021), deutscher Jurist und Professor der Universität Hamburg
- Zeuner, Arno (1935–2025), deutscher Sportpädagoge, Hochschullehrer
- Zeuner, August (1913–1976), deutscher Politiker (CDU), MdL und Sportfunktionär
- Zeuner, Barnim von (1821–1904), preußischer General der Infanterie
- Zeuner, Bodo (1942–2021), deutscher Politologe
- Zeuner, Ferdinand von (1825–1888), preußischer Generalleutnant
- Zeuner, Frederick Everard (1905–1963), deutsch-britischer Geologe und Paläontologe
- Zeuner, Friedhelm (* 1936), deutscher Architekt
- Zeuner, Fritz (1921–1982), deutscher Agrarfunktionär und SED-Funktionär, Vorsitzender der VdgB
- Zeuner, Günther (1923–2011), deutscher Maler und Bildhauer
- Zeuner, Gustav (1828–1907), deutscher IngenieurGustav Zeuner (1828–1907)

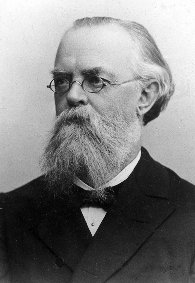
Gustav Zeuner (1828–1907)

- Zeuner, Helga (* 1938), deutsche Juristin und Richterin
- Zeuner, Johann Joachim (* 1647), hannoverscher Drost, Beamter und Zeichner
- Zeuner, Karl (1824–1859), deutscher Lehrer und Politiker, MdL
- Zeuner, Karl (1852–1890), deutscher Offizier, Kolonialbeamter und Afrikaforscher
- Zeuner, Karl Christoph von (1703–1768), preußischer Generalmajor, Amtshauptmann von Kossen und Züllichau
- Zeuner, Karl Traugott (1775–1841), deutscher Komponist und Pianist
- Zeuner, Manfred (* 1938), deutscher Polizist und Chef der Transportpolizei
- Zeuner, Mark (* 1964), deutscher Rechtsanwalt, Insolvenzverwalter und Honorarprofessor an der Universität Kiel
- Zeunert, Kurt, deutscher Filmeditor
- Zeunert, Willy (1882–1969), deutscher Aufnahmeleiter, Filmeditor und Filmregisseur

### Zeus
- Zeus, Sascha (* 1957), deutscher Radiomoderator, Comedian und Autor
- Zeuschner, Miko, deutscher Filmregisseur und Drehbuchautor
- Zeuske, Max (1927–2001), deutscher Historiker
- Zeuske, Michael (* 1952), deutscher Historiker
- Zeuß, Johann Kaspar (1806–1856), deutscher Keltologe
- Zeussel, Werner (1941–2009), deutscher Volksschauspieler und Bühnenautor

### Zeut
- Zeuthen, Frederik Ludvig Bang von (1888–1959), dänischer Ökonom
- Zeuthen, Hieronymus Georg (1839–1920), dänischer Mathematiker
- Zeuthen, Jesper (* 1949), dänischer Jazzmusiker
- Zeutsch, Caspar Heinrich von (1669–1741), kursächsischer Hofbeamter
- Zeutschel, Walter (1901–1976), deutscher Politiker (KPD)
- Zeutschner, Tobias († 1675), deutscher Komponist und Kirchenlieddichter
- Zeutzius, Josef († 1917), Kunstmaler und Keramikkünstler bei Villeroy & Boch in Dresden
- Zeutzsch, August Siegmund von (1703–1771), kursächsischer Kriegsrat, Generalleutnant und Vizepräsident

### Zeux
- Zeuxis, antiker griechischer Bildhauer
- Zeuxis, antiker römischer Goldschmied
- Zeuxis, seleukidischer Vizekönig
- Zeuxis von Herakleia, Maler des antiken Griechenland